# Kåge (Ort)
Kåge ist ein Ort (tätort) in der schwedischen Provinz Västerbottens län, in der historischen Provinz (landskap) Västerbotten.

## Lage
Kåge gehört zur Gemeinde Skellefteå und innerhalb dieser seit 1. Januar 2016 zum Distrikt Kågedalen. Der Ort ist mit fast 2400 Einwohnern die fünftgrößte Ortschaft der Gemeinde (2015). Er liegt knapp 120 km Luftlinie nordnordöstlich der Provinzhauptstadt Umeå und 10 km nördlich von Skellefteå bei der Mündung des Flusses Kågeälven in die Bottenwiek, den nördlichsten Teil der Ostsee.
Am östlichen Ortsrand, entlang der Küste, verläuft auch die Europastraße 4. Den Kågeälven aufwärts zweigt die Provinzstraße AC 867 nach Jörn ab. Die nächstgelegene Bahnstation befindet sich in Skellefteå an der Bahnstrecke Bastuträsk–Skelleftehamn (Skelleftebanan), die allerdings seit 1990 nur noch für den Güterverkehr genutzt wird. Die nächsten Personenbahnhöfe sind seither Jörn und Bastuträsk an der Nordlandbahn.

## Geschichte
Der Ort wurde erstmals 1505 urkundlich erwähnt. Im 17. Jahrhundert gab es unter König Karl XI. Pläne, an Stelle des Ortes eine Stadt mit Namen Hedvigstad (nach Karls Mutter Hedwig Eleonora von Schleswig-Holstein-Gottorf) zu gründen; diese wurden dann aber zugunsten des sich bereits wirtschaftlich gut entwickelnden, 60 Kilometer nördlich gelegenen Piteå aufgegeben. Im Gebiet um Kåge erhielt erst 1845 Skellefteå an Stelle des Kirchdorfes Norrböle als erster Ort die Stadtrechte.
Kåge selbst blieb lange ein nur lokal bedeutsamer Hafen- und Fischerort mit Landwirtschaft in der Umgebung; erst ab der zweiten Hälfte des 19. Jahrhunderts siedelten sich Industriebetriebe an, zunächst Sägewerke und fischverarbeitende Fabriken. Heute gibt es auch eine Fabrik für Kunststoffbehälter und eine Spezialgießerei.
Administrativ gehörte der Ort zunächst zum Kirchspiel Skellefteå socken, aus dem 1863 die gleichnamige Landgemeinde (landskommun) hervorging. Diese ging 1967 in der Stadtgemeinde Skellefteå auf, aus der 1971 die heutige Gemeinde (kommun) entstand.

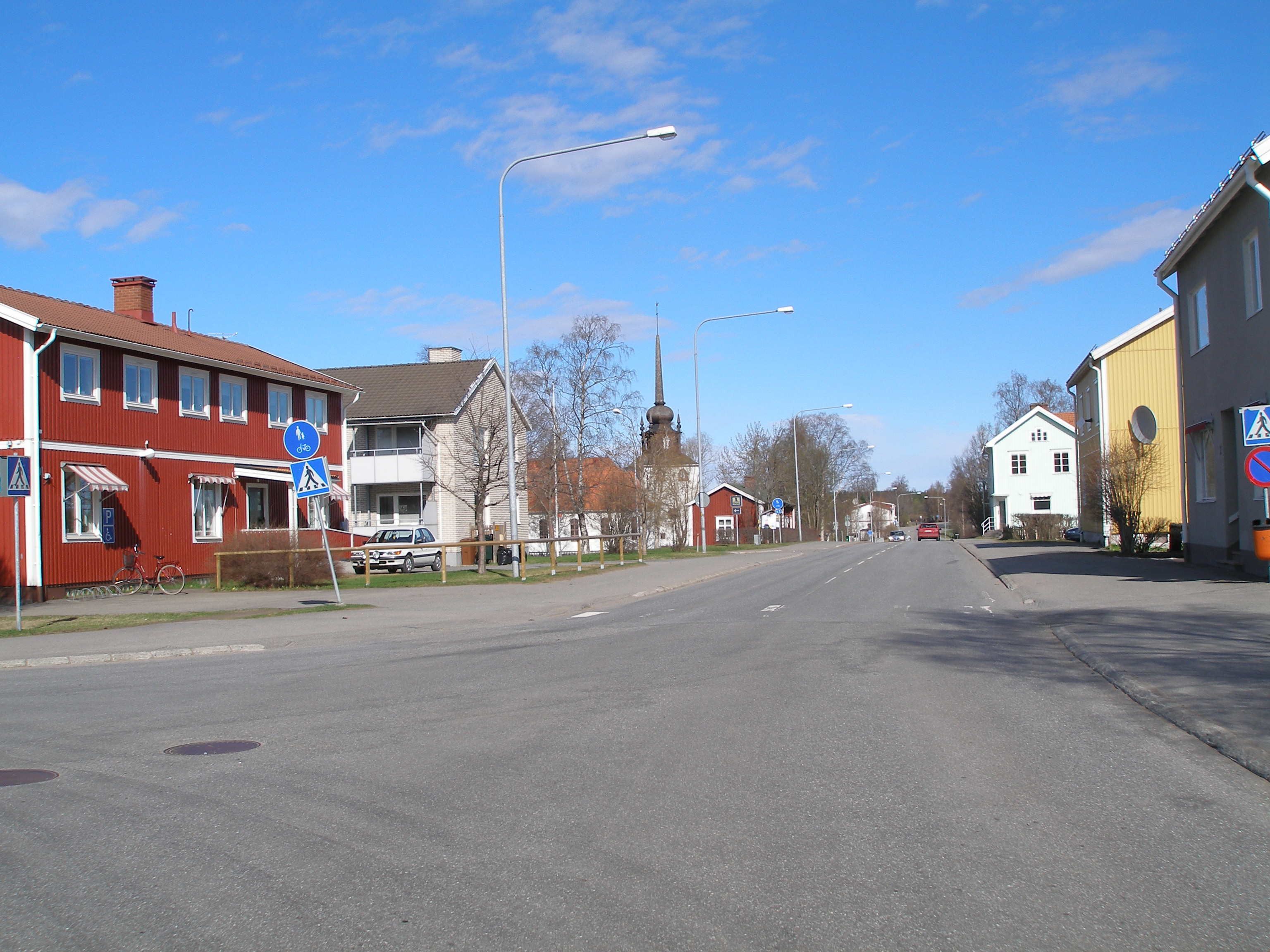
Hauptstraße (Storgatan) von Kåge
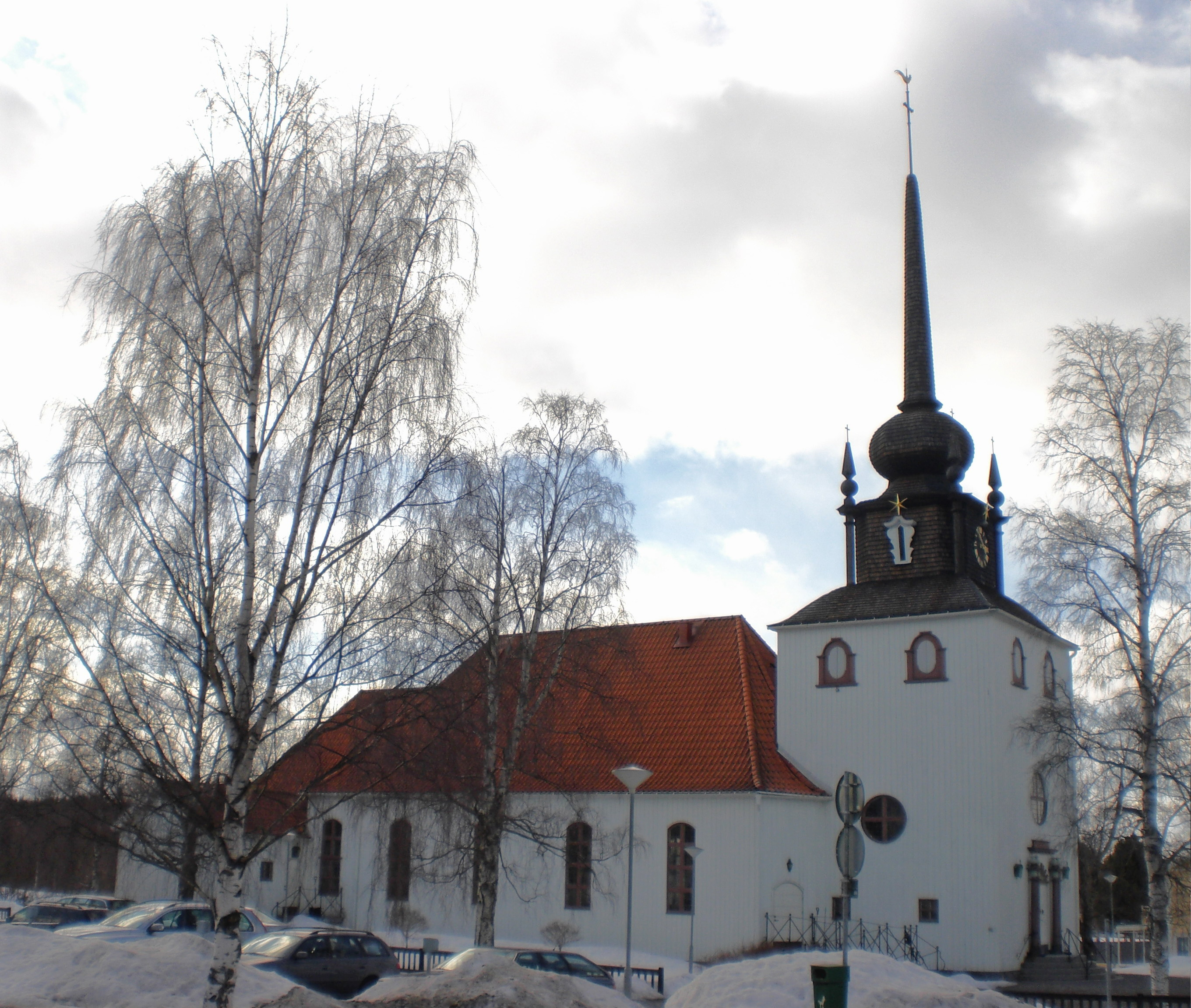
Kirche von Kåge
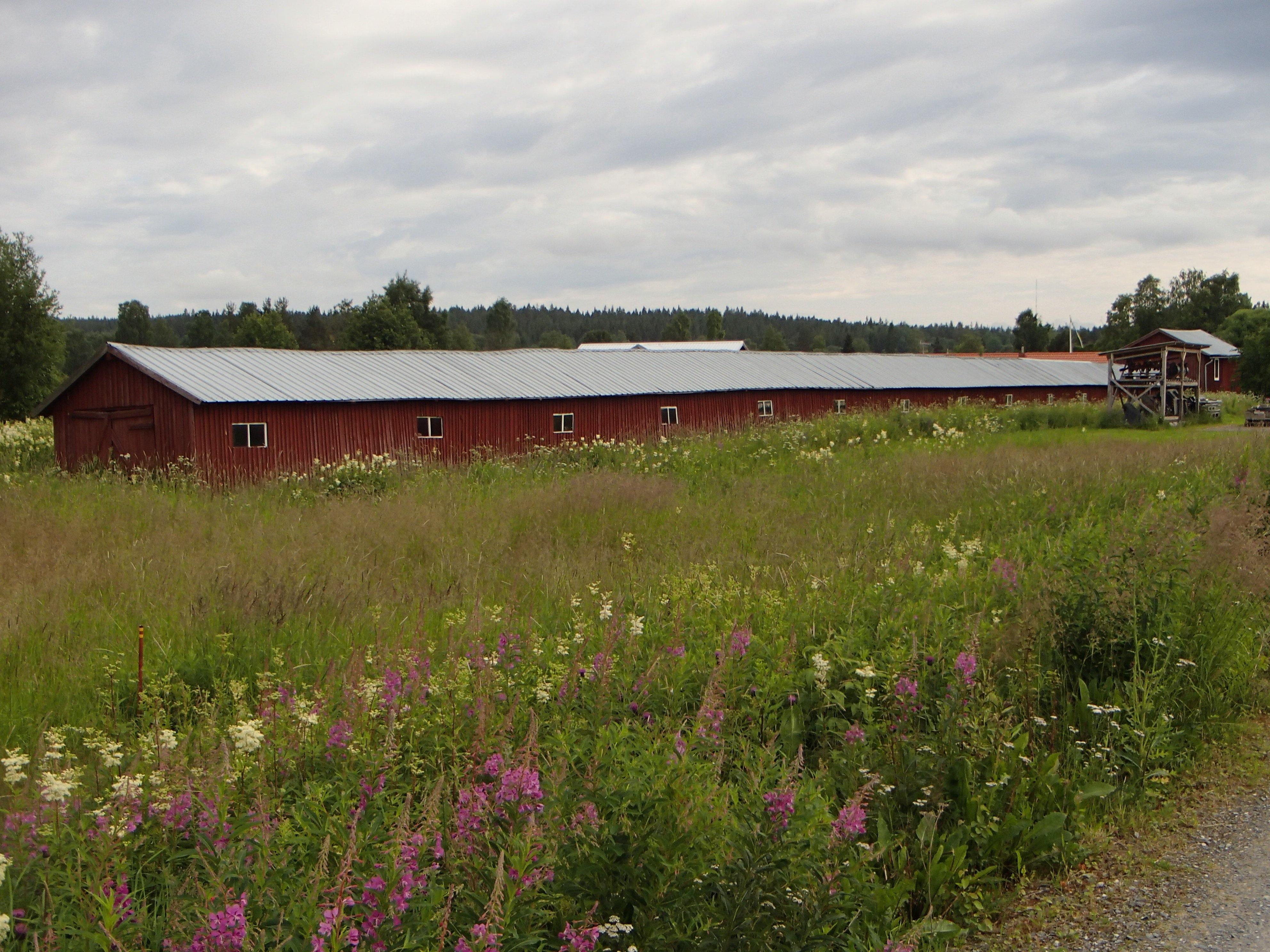
Denkmalgeschützte Seilerei
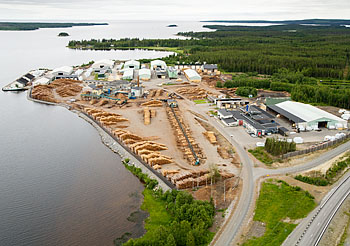
Sägewerk der Genossenschaft Norra Skogsägarna

## Sehenswürdigkeiten
In Kåge befindet sich eine der am besten erhaltenen Seilereien (repslageri) Schwedens. Das 110 Meter lange Gebäude wurde 1874 errichtet, 1928 an seinen heutigen Platz versetzt, steht seit 1991 unter Denkmalschutz und ist heute Filiale des Skellefteå museum.
Die Kirche des Ortes wurde zwischen 1924 und 1926 errichtet.

## Söhne und Töchter des Ortes
- Margot Wallström (* 1954), Politikerin, schwedische Außenministerin seit 2014